# Laurent Camiade
Laurent Camiade, né le 22 novembre 1966 à Agen (Lot-et-Garonne), est un évêque catholique français, évêque de Cahors depuis le 15 juillet 2015.

## Biographie
Laurent Camiade entre au séminaire universitaire Pie-XI de Toulouse après deux ans de classes préparatoires scientifiques à Paris. Il est également titulaire d’une licence canonique en philosophie de l’Institut catholique de Toulouse et d'un doctorat en théologie, validé par une thèse défendue en 1997.

### Prêtre
Ordonné prêtre le 28 juin 1992, Laurent Camiade a été vicaire dans les paroisses de Villeneuve-sur-Lot de 1992 à 1999 et de Sainte-Foy d’Agen  de 1999 à 2005, puis curé de la paroisse de Villeneuve-sur-Lot de 2005 à 2010. En 2010, il est nommé vicaire général du diocèse d'Agen. En 2013, il est nommé curé de Saint-Jean de la Ténarèze à Lavardac.
Il enseigne à la faculté de théologie de l’Institut catholique de Toulouse à partir de 2011. Il est curé de la paroisse Saint-Jean de la Ténarèze à Lavardac de 2013 à 2015.

### Évêque
Alors qu'il était vicaire général du diocèse d’Agen, il est nommé évêque de Cahors le 15 juillet 2015 par le pape François, en remplacement de Norbert Turini, nommé à Perpignan en octobre 2014. Il reçoit la consécration épiscopale en la cathédrale Saint-Étienne, le 4 octobre 2015 des mains de Robert Le Gall, archevêque de Toulouse, assisté par Hubert Herbreteau, évêque d'Agen et Philippe Mousset, évêque de Périgueux.

## Prises de position
Pour la Pentecôte 2018 (20 et 21 mai), il fait lire dans les églises du diocèse un message politique en faveur des migrants et des migrations : 
« Le brassage des civilisations et des cultures ne doit pas faire peur aux chrétiens, puisque l’Église a commencé dans la cacophonie de la Pentecôte à Jérusalem » (…) « Tous constatent avec effarement le durcissement qui se produit ces dernières semaines contre ceux qui n’ont pas encore pu être régularisés. Le Secours catholique, la CIMADE, Amigrants, Amnesty International, la Ligue des droits de l'homme, la Croix Rouge, Jamais Sans Toit 46, Emmaüs, l’Association OQTF et divers collectifs d’aide aux migrants, ainsi que des personnes individuelles ou des paroisses, agissent de façon admirable, mais se heurtent souvent à des procédures administratives froides et inadaptées au réel. »
En novembre 2022, il adresse un courrier aux catholiques du Lot se disant « sous le choc » au sujet des scandales dans l'Église.

### Traitement de cas d'agressions sexuelles
En septembre 2023, Laurent Camiade promulgue une « Charte de Bientraitance » afin de protéger notamment les enfants et les personnes vulnérables. Dans ce cadre une « cellule d’accueil et d’écoute pour la lutte contre la pédocriminalité, la protection des personnes vulnérables et la prévention des abus dans l’Église » diocésaine est mise en place,.

#### Affaire Philippe Olivier
Selon l'enquête publiée par Mediacités, il reçoit en 2021 un ancien séminariste, Mickaël, qui a subi à l'age de 13 ans des attouchements sexuels de la part d'un prêtre du diocèse, Philippe Olivier condamné par la justice en 2013  à un an de prison avec sursis avec obligation de soin, et chargé d'une paroisse dans le diocèse de Cahors, à Catus. Selon le témoignage de Mickaël, qui partageait à l'évêque d'avoir subi des jugements culpabilisants des prêtres du diocèse au moment de sa plainte, l'évêque lui aurait répondu qu'il priait pour lui et :  « Faut‐il stigmatiser un individu, déjà reconnu coupable par la justice et qui en porte le poids ? Je ne le pense pas »
Selon les propos recueillis par France3, Mickaël a souhaité parler publiquement de cette affaire car il n'acceptait pas que le prêtre qui l'a violé soit en responsabilité de paroisse et donc potentiellement en contact avec des jeunes,.
Selon la journaliste Emma Conquet de Mediacites, questionné sur cette affaire dans un temps d'échanges avec les paroissiens à l'issue de la messe dominicale à Catus le 24 septembre 2023, l'évêque et son vicaire épiscopal refusent de parler de pédocriminalité à propos du père Philippe Olivier, malgré la décision de justice.

#### Affaire Franz de Boer
Selon une autre enquête de Mediacités, une femme âgée de 18 ans à l'époque des faits, estime avoir été violée entre mars et juillet 2013 par le père Franz de Boer. Les faits auraient été rapportés à l'évêque trois ans plus tard, en présence d'un témoin. La victime alléguée a porté plainte le 9 septembre 2023. Le père Franz de Boer, qui estime avoir eu à l'époque des relations sexuelles consenties, a été retiré de ses fonctions en paroisse au lendemain de la publication de l'article de Mediacites relatif à cette affaire. Puis Laurent Camiade a saisi le Tribunal pénal canonique national,.

#### Affaire Ronan de Gourvello
Ronan de Gourvello, prêtre charismatique a été suspendu de son ministère en 2019 à la suite de plaintes déposées par plusieurs femmes. Pour la justice française, il y a eu classement sans suite. La justice canonique a prononcé des sanctions, notamment l'interdiction de confesser et d'accompagner spirituellement des femmes et de gérer les finances d'une paroisse, cela pour une durée de cinq ans. Selon La Croix, certaines questions restent sans réponse, du fait entre autres qu'au moins une femme a fait état d'une relation sexuelle dans un contexte où le prêtre assurait l'accompagnement spirituel de cette personne, et qu'elle se trouvait dans une situation de fragilité psychologique.

## Devise épiscopale
Il choisit pour devise épiscopale « Aspicientes in Iesum », formule tirée de la lettre aux Hébreux et se traduisant par « Les regards fixés sur Jésus »